# 弦楽四重奏曲第14番 (モーツァルト)

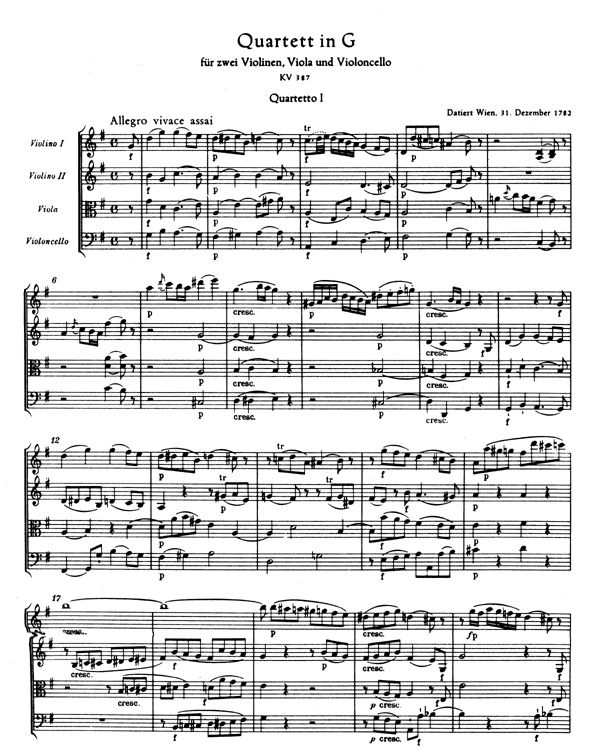
第1楽章 冒頭

弦楽四重奏曲第14番 ト長調 K. 387 は、ヴォルフガング・アマデウス・モーツァルトが1782年に作曲した弦楽四重奏曲。フランツ・ヨーゼフ・ハイドンに捧げられた全6曲ある『ハイドン・セット』のうちの1曲目であり、『春』の愛称で知られる。

## 概要
本作は、1782年に出版されたハイドンの『ロシア四重奏曲』（作品33）に影響されて書かれた全6曲ある『ハイドン・セット』の最初を飾る作品であり、自筆譜の最初のページにモーツァルト自身によって「1782年12月31日 ウィーン（"li 31 di decembre 1782 in vienna"）」とイタリア語で記されており、その頃に完成したと考えられている。

## 曲の構成
全4楽章、演奏時間は約26～33分。
- 第1楽章 アレグロ・ヴィヴァーチェ・アッサイ
ト長調、4分の4拍子、ソナタ形式。
第1主題はいわゆる「モーツァルト・クロマティスム」と呼ばれる半音階が多用され、この音型がこの後のすべての楽章に織り込まれている。
- 第2楽章 メヌエット：アレグロ - トリオ
ト長調、4分の3拍子。
- 第3楽章 アンダンテ・カンタービレ
ハ長調、4分の3拍子、展開部を欠くソナタ形式（または二部形式）。
- 第4楽章 モルト・アレグロ
ト長調、4分の4拍子、ソナタ形式。
第4楽章はフーガの形式で構成されているが、4つの全音符による "ト-ロ-ホ-嬰ハ" という動機で構築されるこの楽章は、後に作曲された交響曲第41番『ジュピター』（K. 551）の第4楽章の原型ともいうべきものである。